# Jaskinia Lodowa Miętusia

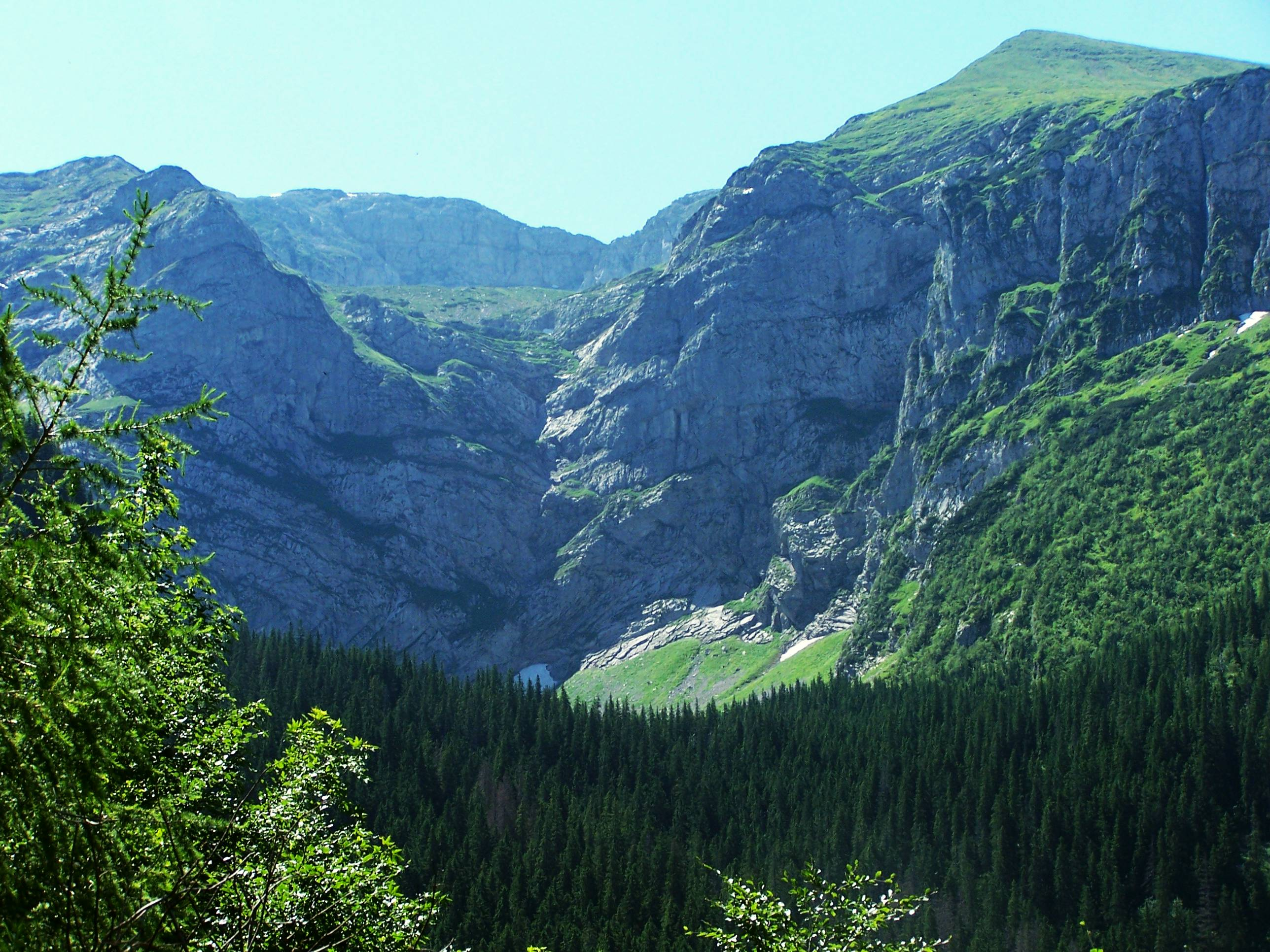
Wielka Świstówka. Na wprost po prawej Kazalnica Miętusia

Jaskinia Lodowa Miętusia (Lodowa Szczelina, Jazz Club, K-3) – jaskinia w Tatrach Zachodnich, w Wielkiej Świstówce, czyli środkowej części Doliny Miętusiej. Wejście do jaskini znajduje się w północno-wschodniej ścianie Kazalnicy Miętusiej na wysokości około 1590 metrów n.p.m. Długość jaskini wynosi 85 metrów, głębokość 14 metrów, deniwelacja 25 metrów.

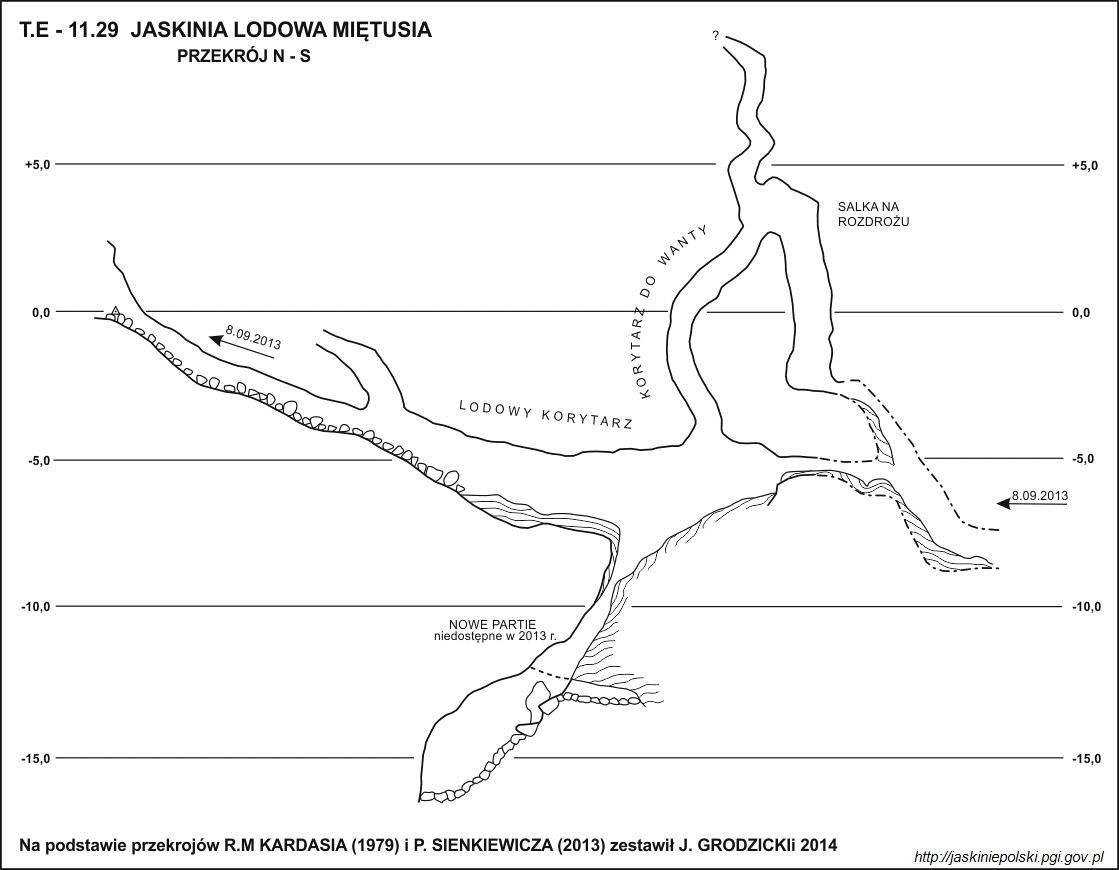
Przekrój jaskini

## Opis jaskini
Głównym ciągiem jaskini jest szeroki Lodowy Korytarz pokryty lodem. Można się do niego dostać od otworu wejściowego schodząc w dół niskim 9-metrowym korytarzykiem. Na samym początku Lodowego Korytarza odchodzi boczny ciąg nazwany Korytarzem do Wanty.
Lodowy Korytarz dochodzi do rozgałęzienia skąd:
- na prawo odchodzą dwa niskie korytarzyki, z których jeden kończy się lodowym progiem.
- na wprost  idzie korytarz, który po paru metrach rozgałęzia się. W górę idzie 3-metrowa, lodowa pochylnia w stronę Korytarza do Wanty, w dół natomiast korytarz kończy się szczeliną.

Korytarz do Wanty. Zaczyna się 4-metrowym progiem i stromo idzie w górę. Dochodzi się nim do zacisku (Zacisk z Wantą), za którym znajduje się Salka na Rozdrożu, z której odchodzą dwa ciągi:
- na wschód idzie w górę meander z niewielkimi prożkami kończący się zaciskiem.
- na południowy zachód ciąg prowadzi do 5-metrowej studzienki, a dalej do salki. Łączy się ona przez zacisk, którego nie udało się do tej pory przejść, z Lodowym Korytarzem[4].

## Przyroda
Lód  pokrywa ściany jaskini, a nawet strop. Miejscami tworzą się lodospady. Można w niej spotkać stalaktyty lodowe.
Roślinność w jaskini nie występuje.

## Historia odkryć
Jaskinia została odkryta w lipcu 1963 roku przez Leszka Nowińskiego i Ryszarda Rodzińskiego.
Wobec wahań poziomu lodu zmieniających kształt jaskini trudno podać dokładnie miejsca, do których docierały poszczególne zespoły odkrywcze.
W sierpniu 1976 roku poziom lodu był tak niski, że wyprawa z AKT Wrocław weszła do ciągu pod lodowym progiem na końcu jednego z dwóch korytarzyków, odkrywając 18 metrów korytarzy. Również wtedy W. Augustyn, jako jedyny, przeszedł Zacisk z Wantą i odkrył około 30 metrów korytarzy. 
W 2013 roku grotołazi z STJ KW Kraków odkryli około 29 metrów nowych partii w Korytarzu do Wanty oraz kilkanaście metrów w przedłużeniu Korytarza Lodowego.